# بنك التضامن الإسلامي
بنك التضامن الإسلامي هو ثاني بنك إسلامي في السودان، أُنشئ في عام 1983، ويقع مقره في ولاية الخرطوم.

## التأسيس
تأسس بنك التضامن في الخرطوم 1983، ليصبح ثاني بنك إسلامي في السودان.

## عدد الموظفين
يحتوي التضامن الإسلامي السوداني على 355 موظفًا في الخرطوم.

## الفروع
- فرع ولاية الخرطوم -شارع البلدية
- فرع الخرطوم بحري- سعد قشرة
- فرع امدرمان -سوق ليبيا
- فرع السوق الشعبي -الخرطوم.

### الولايات
يتواجد البنك في الولايات السودانية التالية:
- ولاية الجزيرة
- الأبيض ولايةالقضارف
- ولايةسنار
- كسلا
- بورتسودان
- نيالا

## مجلس الإدارة
يتكوّن مجلس الإدارة من:
- د. عثمان عبد الله سكوته (رئيس مجلس الإدارة)
- نور الدين سعيد السيد (نائب رئيس مجلس الإدارة)
- علي خضر كمال ( عضو مجلس الإدارة)
- فضل عكاشة فضل ( عضو مجلس الادارة)
- شبرين ( عضو مجلس)
- ا.د/ صلاح علي احمد  خبير مصرفي ( عضو المجلس)